# Энингилампи
Энингилампи — озеро на территории Паданского сельского поселения Медвежьегорского района Карелии.

## Общие сведения
Площадь озера — 6,5 км², площадь бассейна — 525 км². Располагается на высоте 137,7 метров над уровнем моря.
Форма озера продолговатая, вытянутая с северо-запада на юго-восток. Берега каменисто-песчаные, частично заболоченные.

С запада в озеро впадает ручей Путисручей, вытекающий из ламбины Бела-Лампи и протекающий через озеро Путисъярви. С востока в озеро втекает река Шуавандеги, несущая воды из озёр Суавъярви и Ботьолампи.
В южную оконечность озера впадает, а из северной — вытекает река Поруста, впадающая в озеро Селецкое.
В озере не менее десятка некрупных островов, рассредоточенных по всей площади водоёма.
Вблизи северной оконечности озера проходит автомобильная дорога местного значения 86К-9 («Паданы — Совдозеро (через Сельги, Гумарино)»).
В северной оконечности озера расположен посёлок Сельги.
Код водного объекта в государственном водном реестре — 02020001111102000007093.